# 张台子镇
张台子镇，是中华人民共和国辽宁省辽阳市灯塔市下辖的一个乡镇级行政单位。

## 行政区划
张台子镇下辖以下地区：
站前社区、张台子村、李庄子村、天河泡村、白三家子村、大三界坝村、大房身村、乱泥铺村、后营城子村和前营城子村。